# The Amateur Detective
The Amateur Detective er en amerikansk stumfilm fra 1914 af Carroll Fleming.

## Medvirkende
- Carey L. Hastings som Jane.
- Ernest C. Warde som Pat.
- J.S. Murray som Mr. Wise.
- Muriel Ostriche som Betty Wise.
- Harris Gordon som Jack